# Elachocharax pulcher
Elachocharax pulcher és una espècie de peix de la família dels crenúquids i de l'ordre dels caraciformes.

## Morfologia
- Els mascles poden assolir 2,2 cm de llargària total.[6]

## Hàbitat
Viu en zones de clima tropical entre 24 °C - 30 °C de temperatura.

## Distribució geogràfica
Es troba a Sud-amèrica: conques dels rius Amazones i Orinoco.